# Haliclona ambrosia
Haliclona ambrosia är en svampdjursart som först beskrevs av Dickinson 1945.  Haliclona ambrosia ingår i släktet Haliclona och familjen Chalinidae.
Artens utbredningsområde är Californiaviken. Inga underarter finns listade i Catalogue of Life.